# Hustlin'
"Hustlin" is de eerste single van de rapper Rick Ross. Het nummer staat op het debuutalbum Port of Miami. De single is geproduceerd door The Runners. Er zijn drie remixes gemaakt van dit nummer. De eerste is gemaakt door Jay-Z en Young Jeezy. Ook komt het nummer voor in de mixtape van DJ Drama & Lil' Wayne, en de laatste mix is gemaakt in samenwerking met Lil' Wayne, Z-Ro, Jay-Z, T.I., Busta Rhymes, Remy Ma, Young Jeezy & Lil Flip.

## Hitnotering
| Chart (2006)                  | Positie |
| ----------------------------- | ------- |
| Billboard Hot 100             | 54      |
| U.S. Hot Digital Songs        | 25      |
| U.S. Hot R&B/Hip-Hop Songs    | 11      |
| U.S. Billboard Hot Rap Tracks | 7       |
| U.S. Billboard Pop 100        | 20      |

Hustlin' (Remix)
| Chart (2006)           | Positie |
| ---------------------- | ------- |
| U.S. Hot Digital Songs | 48      |

Hustlin' Revolution (DNMEJ Remix)
| Chart (2006)           | Positie |
| ---------------------- | ------- |
| U.S. Hot Digital Songs | 16      |